# Řád Kryštofa Kolumba
Řád Kryštofa Kolumba (španělsky Orden Heráldica de Cristóbal Colón) je státní vyznamenání Dominikánské republiky založené roku 1937.

## Historie a pravidla udílení
Řád byl založen dne 21. července 1937. Udílen je úřadujícím prezidentem Dominikánské republiky občanům Dominikánské republiky i cizím státním příslušníkům, a to civilistům i příslušníkům ozbrojených sil. Udílen je za služby republice či za humanitární služby a také za úspěchy v oblasti vědy a umění. Pojmenován byl na počest Kryštofa Kolumba.
Existuje Rada řádu složená z deseti členů. Předsedou rady je ministr zahraničních věcí Dominikánské republiky. Členům rady je udílen tento řád ve třídě velkodůstojníka. Rada řádu provádí nominace na udělení vyznamenání.

## Insignie
Řádový odznak má tvar rovnoramenného červeně smaltovaného kříže s rozšiřujícími se rameny zakončenými kuličkami. Mezi rameny kříže jsou shluky po třech paprscích, které jsou na konci rozdvojené. Uprostřed je kulatý medailon s portrétem Kryštofa Kolumba. Při vnějším okraji je nápis. Zadní strana se svým vzhledem podobá přední straně. Ve středovém medailonu je barevně smaltovaný státní znak republiky. Ke stuze či řetězu je odznak připojen pomocí přechodového prvku ve tvaru zlatého vavřínového věnce.
Řádový řetěz je vyrobený z osmnácti karátového zlata a skládá se z článků s bustou Kryštofa Kolumba obklopenou vavřínovým věncem, z článků ve tvaru barevně smaltovaného státního znaku Dominikánské republiky a článků ve tvaru vavřínového věnce pokrytého zeleným smaltem. Hlavní článek má podobu barevně smaltovaného státního znaku Dominikánské republiky, který je navíc zdoben patnácti brilianty. I ostatní články jsou osázeny drahými kameny. K hlavnímu článku je připojen řádový odznak.
Řádová hvězda se svým vzhledem podobá řádovému odznaku, je však větší.
Stuha je červená.

## Třídy
Řád je udílen v sedmi řádných třídách:
- řetěz – Tato třída je vyhrazena pro prezidenta republiky.
- velkokříž se zlatou hvězdou – Tato třída je udílena zahraničním hlavám států a bývalým prezidentům a viceprezidentům.
- velkokříž se stříbrnou hvězdou – Tato třída je udílena členům zákonodárného sboru a nejvyššího soudu, ministrům, velvyslancům a metropolitnímu arcibiskupovi.
- velkodůstojník – Tato třída je udílena vysokým vládním a církevním představitelům.
- komtur – Tato třída je udílena guvernérům provincií, děkanům univerzit a dalším významným osobnostem.
- důstojník – Tato třída je udílena profesorům a ředitelům škol, důstojník od hodnosti plukovníka výše a civilistům obdobné pozice.
- rytíř – Tato třída je udílena osobám, které nezastávají funkci umožňující udělení vyšší třídy vyznamenání.